# Glenn Quinn
Glenn Martin Christopher Francis Quinn (28. maj 1970 – 3. december 2002) var en irsk skuespiller. Han huskes blandt andet for rollen som Mark Healy i tv-serien Roseanne og Doyle i Angel.
I sine tidlige år flyttede han med sin mor og to søskende til USA.
Han døde i 2002 af en overdosis heroin.

## Filmografi
| År   | Titel           | Rolle                       | Note(r)     |
| ---- | --------------- | --------------------------- | ----------- |
| 1990 | Silhouette      | Darren Lauder               | Tv-film     |
| 1991 | Shout           | Alan                        |             |
| 1992 | Dr. Giggles     | Max Anderson                |             |
| 1995 | Live Nude Girls | Randy Conzini               |             |
| 1997 | Campfire Tales  | Scott Anderson/Paramedic #1 |             |
| 1998 | Some Girl       | Jeff                        |             |
| 2000 | For enhver Pris | Ben Tarowe                  | VH1 tv-film |
| 2002 | R.S.V.P.        | Prof. Hal Evans             |             |

### Tv-serier
| År        | Titel               | Rolle               | Note(r)                |
| --------- | ------------------- | ------------------- | ---------------------- |
| 1990      | Beverly Hills 90210 | Party Jock #1       | Sæson 1, første afsnit |
| 1990      | Bagdad Café         | Johnny              |                        |
| 1990      | Call Me Anna        | George Chakiris     |                        |
| 1990–1997 | Roseanne            | Mark Healy          |                        |
| 1992      | Covington Cross     | Cedric Grey         |                        |
| 1999      | Jesse               | Sean                | Sæson 1, afsnit 12     |
| 1999      | Angel               | Allen Francis Doyle |                        |